# Gerygone
Gerygone es un género de aves paseriformes de la superfamilia Meliphagoidea, de la familia Acanthizidae, contiene 20 especies y 61 subespecies.
Habitan desde el sudeste de Asia a través de Nueva Guinea, Australia a Nueva Zelanda y la Islas Chatham. La mayoría de las especies se encuentran en Australia y Nueva Guinea, solo una, Gerygone sulphurea, ha conseguido cruzar la línea de Wallace y colonizar Tailandia, Malasia y las Filipinas.
Son aves cantoras insectívoras, sus canciones son simples pero deliciosas, Gerygone significa nacidos del sonido.

## Especies
- Gerygone albofrontata
- Gerygone chloronota

Subespecies
- Gerygone chloronota aruensis
- Gerygone chloronota chloronota
- Gerygone chloronota cinereiceps
- Gerygone chloronota darwini

- Gerygone chrysogaster

Subespecies
- Gerygone chrysogaster chrysogaster
- Gerygone chrysogaster dohertyi
- Gerygone chrysogaster leucothorax
- Gerygone chrysogaster neglecta
- Gerygone chrysogaster notata
- Gerygone chrysogaster ruficauda

- Gerygone cinerea
- Gerygone dorsalis

Subespecies
- Gerygone dorsalis dorsalis
- Gerygone dorsalis fulvescens
- Gerygone dorsalis keyensis
- Gerygone dorsalis kuehni
- Gerygone dorsalis ruficauda
- Gerygone dorsalis senex

- Gerygone flavolateralis

Subespecies
- Gerygone flavolateralis citrina
- Gerygone flavolateralis correiae
- Gerygone flavolateralis flavolateralis
- Gerygone flavolateralis lifuensis
- Gerygone flavolateralis rouxi

- Gerygone fusca

Subespecies
- Gerygone fusca exsul
- Gerygone fusca fusca
- Gerygone fusca mungi

- Gerygone igata[1]
- Gerygone inornata
- Gerygone insularis extinta en 1930.
- Gerygone levigaster

Subespecies
- Gerygone levigaster cantator
- Gerygone levigaster levigaster
- Gerygone levigaster pallida

- Gerygone modesta
- Gerygone olivacea[2]

Subespecies
- Gerygone olivacea cinerascens
- Gerygone olivacea olivacea
- Gerygone olivacea rogersi

- Gerygone palpebrosa

Subespecies
- Gerygone palpebrosa flavida
- Gerygone palpebrosa inconspicua
- Gerygone palpebrosa palpebrosa
- Gerygone palpebrosa personata
- Gerygone palpebrosa tarara
- Gerygone palpebrosa wahnesi

- Gerygone ruficollis

Subespecies
- Gerygone ruficollis insperata
- Gerygone ruficollis ruficollis

- Gerygone sulphurea[3]

Subespecies
- Gerygone sulphurea flaveola
- Gerygone sulphurea muscicapa
- Gerygone sulphurea rhizophorae
- Gerygone sulphurea simplex
- Gerygone sulphurea sulphurea

- Gerygone tenebrosa

Subespecies
- Gerygone tenebrosa christophori
- Gerygone tenebrosa tenebrosa
- Gerygone tenebrosa whitlocki

- Gerygone mouki

Subespecies
- Gerygone mouki amalia
- Gerygone mouki mouki
- Gerygone mouki richmondi

- Gerygone magnirostris

Subespecies
- Gerygone magnirostris affinis
- Gerygone magnirostris brunneipectus
- Gerygone magnirostris cairnsensis
- Gerygone magnirostris cobana
- Gerygone magnirostris conspicillata
- Gerygone magnirostris magnirostris
- Gerygone magnirostris mimikae
- Gerygone magnirostris occasa
- Gerygone magnirostris onerosa
- Gerygone magnirostris proxima
- Gerygone magnirostris rosseliana
- Gerygone magnirostris tagulana